# Freeport, Texas
Freeport este un oraș din partea de sud a Statelor Unite ale Americii în Comitatul Brazoria din statul Texas. La recensământul din 2010 înregistra 12.049 locuitori. Port la Golful Mexic. Industria chimică.